# Eurelijus Žukauskas
Eurelijus Žukauskas (Klaipėda, Lituania, 22 de agosto de 1973) es un ex baloncestista lituano y cuya posición en la cancha era la de pívot. Mide 2.18 m.

## Clubes
- 1994-97 Neptūnas Klaipėda
- 1997-00 Zalgiris Kaunas
- 2000-01 Fortitudo Bologna.
- 2001-02 Lokomotiv Vody.
- 2002-04 UNICS Kazán.
- 2004-05 Ulker Estambul
- 2005-06 Olympiakos.
- 2006-07 Lietuvos Rytas.
- 2007-09 Zalgiris Kaunas